# Bernardo Santareno
Bernardo Santareno, eigentlich Antonio Martinho do Rosario, (* 19. November 1924 in Santarém; † 30. August 1980 in Carnaxide, Lissabon) war ein portugiesischer Dramatiker, Übersetzer, Lyriker und Psychiater. Er gilt als einer der wichtigsten Dramatiker Portugals im 20. Jahrhundert.

## Leben
Antonio do Rosario gab sich den gutklingenden Künstlernamen Bernardo Santareno, wohl in der Hoffnung auch auf Erfolg im Ausland. In Santarém, seiner Heimatstadt, besuchte er die Grundschule und das Gymnasium. Er studierte in Coimbra Medizin und machte 1950 sein medizinisches Examen als Psychiater. Trotz seiner zahlreichen dramatischen Werke war er zum Erhalt seines Lebensunterhaltes auf einen Brotberuf angewiesen und arbeitete bis zu seinem Tode als Psychiater in diversen Heilanstalten in Lissabon.
In Santarém und Oeiras, Amadora und Almada ist jeweils eine Straße nach ihm benannt, in Lissabon sogar ein Platz.
In seiner Heimatstadt Santarém gibt es seit 2009 ein Instituto Bernardo Santareno, das sich mit der Erschließung von Leben und Werk des Autors beschäftigt und jährlich einen der bedeutendsten Dramatikerpreise Portugals verleiht: den Prémio Bernardo Santareno.
Bernardos Santarenos Homosexualität durchzieht viele seiner Werke, ist aber „diskret“ untergebracht, damit sie nicht schrill zutage tritt und nur Eingeweihten erkennbar ist. Er gehörte zu den Stammgästen der für Lissabon legendären Schwulenkneipe Pastelaria Paradiso, die in den späten 1950er Jahren bis Mitte der 1970er der einzige halbwegs legitimierte Schwulentreff der Stadt war.
Santareno starb am 30. August 1980 im Alter von nur 55 Jahren in einer kleinen Gemeinde vor den Toren Lissabons.

## Zwischen Marxismus und Kritik – das Werk Santarenos
Sein erstes Buch, ein Gedichtband, erschien 1954, erste Stücke erschienen bereits 1957. Seine Dramatik ist von Bertolt Brecht sowie von Peter Weiss beeinflusst.
Als Übersetzer übersetzte er das Werk von André Gide ins Portugiesische. Etwa 15 Theaterstücke hat er geschrieben, davon eines mit autobiographischen Bezügen. Viele Stücke fielen unter die Zensur des Salazar-Regimes, da sie als zu sozialkritisch galten und konnten erst nach der Nelkenrevolution aufgeführt werden oder nur in kommunistisch-sozialistischen Ländern. Santareno war zeitlebens Mitglied der Kommunistischen Partei Portugals.
Insgesamt wurden rund sechs seiner Stücke in Portugal verfilmt. Zwei seiner Stücke wurden ins Englische übertragen, eines ins Spanische. Aufgrund seines stark sozialistisch-marxistisch geprägten Werkes konnte Santareno außer in Portugal in den westlichen Ländern keine Erfolge erzielen, was erklärt, warum der Autor auch in Deutschland nahezu unbekannt geblieben ist.
In seinem Werk richtete er sich gegen jede Form von Unterdrückung und Diskriminierung, sei es aus rassischen, wirtschaftlichen, geschlechtlichen, sozialen oder sexuellen Gesichtspunkten.
Es waren vor allem zwei Theaterstücke, die Santareno innerhalb Portugals nach der Nelkenrevolution zu einem der bedeutendsten Dramatiker des zwanzigsten Jahrhunderts werden ließen:
Sein Werk O Judeu, 1966 geschrieben, durfte wegen der Zensur erst 1981 aufgeführt werden. Es ist heute Pflichtexemplar an höheren Schulen in Portugal und befasst sich mit dem Leben des von der Inquisition ermordeten, jüdisch-portugiesischen Dichters António José da Silva, genannt O Judeu und der Inquisition in Portugal unter dem Aspekt, dass Santareno starke Kritik an der Katholischen Kirche, dem portugiesischen Staat und der Heuchelei im Bezug auf Juden und andere unterdrückte sowie die Gnadenlosigkeit der Inquisitoren, das Gnadengesuch von da Silva abzulehnen, ausdrückte. Er versuchte damit auch eine Brücke zu damals aktuellen portugiesischen Politik zu schlagen, der er ähnliche Bezüge vorwarf.
Das Stück Der Verrat des Paters Martinho. Dramatische Erzählung in zwei Akten, erschienen 1969, durch die Zensur verboten; uraufgeführt in Havanna, Kuba, 1970, nach der Nelkenrevolution auch 1974 erstmals in Portugal. Das Stück ist angelehnt an eine wahre Begebenheit, die sich so zugetragen hatte. Ort und Protagonisten wurden erfunden bzw. verändert, der Kern der Geschichte ist aber so tatsächlich passiert: Ein katholischer Priester kommt in ein kleines Dorf und kämpft dort gegen die soziale Ungerechtigkeit der Landarbeiter, vor allem gegen den örtlichen Großgrundbesitzer. Der Priester wird angeschwärzt und erhält durch den dienstvorgesetzten Bischof keinerlei Rückendeckung, im Gegenteil, man will, dass er die Gemeinde verlässt. Die Bevölkerung aber lässt sich nicht unterkriegen, spricht beim Bischof vor und versucht, den Priester zu schützen. Unterdessen fordert der Großgrundbesitzer gegen die streikenden Arbeiter bewaffnete Kräfte an, die auch anrücken und sogar zwei Arbeiter töten. Danach verschwindet die Figur des Padres aus dem Stück und dem Zuschauer werden diverse Möglichkeiten für ein Ende angeboten. Das Stück ist eine scharfe Kritik an der Katholischen Kirche und dem System des Großgrundbesitzes in Portugal.

## Werk (Auswahl)
- A morte na raíz, 1954, Lyrik.
- Romances do mar, 1955, Lyrik.
- Os olhos da víbora, 1957, Lyrik.
- O Lugre, 1959, Theaterstück (2020 als Terra Nova verfilmt).
- Nos mares do fim do mundo, Erzählungen, 1959.
- O Crime da Aldeia Velha, 1959, Theaterstück (1964 als O Crime da Aldeia Velha verfilmt).
- O Duelo, 1961, Theaterstück.
- O Judeu, (Der Jude), 1966, aufgeführt 1981, Theaterstück.
- O inferno (Das Inferno), Theaterstück, 1969.
- A traição do Padre Martinho. Narrativa dramática em dois actos. (Der Verrat des Padre Martinho. Dramatische Erzählung in zwei Akten), 1969, Uraufführung: 1970 in Havanna, Kuba, Uraufführung in Portugal: 1974, Theaterstück.
- 45 anos de idade, (45 Jahre alt), (autobiographisches Drama), 1974, Theaterstück.
- Os Marginais e a Revolução (Die Marginalisierten und die Revolution), letztes Werk, Theaterstück, 1979.